# Масако Кацура
Масако Кацура відома як Кетсі («Katsy») та «Перша леді більярду» — японська гравчиня у більярд-карамболь 1950-тих років. Почавши кар'єру в Японії, стала відомою завдяки виступам у США. Чемпіонка та призерка багатьох змагань, вона змагалася з найкращими гравцями свого часу, тим самим прокладаючи шлях жінкам у цей традиційно чоловічий спорт.

## Біографія
Масако Кацура народилася 7 березня 1913 року в Токіо. Про дитинство Кацури в Японії відомо мало, У Кацури було три сестри і брат, Їх батько помер, коли Кацурі було 12 років, і вона поїхала жити до старшої сестри та її чоловіка, Томіо Кобаші, котрий володів більярдною. Кобаші був прекрасним гравцем і вчив дівчину різновидам більярду. Родина придбала Кацурі власний більярдний стіл, коли вона виявляла сильний інтерес до цього виду спорту. Кацура старанно тренувався і почала успішні виступи проти чоловіків. У 15 років Кацура виграла жіночий чемпіонат Японії (в різновиді straight rail). З цього успіху почалася слава Кацури в Японії, вона гастролювала з сестрою по всій Японії, в Китаї та на Тайваню з показовими виступами. Дві молодші сестри Кацури, Норіко та Тадако, також вигравали чемпіонати серед жінок в інші роки.
Після одруження з американським військовим у 1950 році Кацура емігрувала до США в 1951 році. Там її запросили зіграти у чемпіонаті світу 1952 р. Посівши сьоме місце на цьому змаганні, Кацура стала першою жінкою, яка взяла участь у світовому турнірі з більярду. Показові тури Сполученими Штатами з восьмиразовим чемпіоном світу Велкером Кокраном і 51-разовим чемпіоном світу Віллі Хоппе закріпили її славу. У 1953 та 1954 роках вона знову змагалася за світову корону, посівши п'яте та четверте місця відповідно.
У 1958 році вона провела 30 показових матчів, а наступного року провела тижневий показовий турнір із Гарольдом Ворстом, мала два телевізійні виступи на телеканалі ABC, та один на CBS, але не брала участі в жодному професійному турнірі. Повернувся до змагань у 1961 р., зігравши турнір-виклик в рамках чемпіонату світу проти тодішнього чемпіона світу Ворста, і була переможена ним. На цьому Кацура завершила кар'єру, іще раз коротко виступивши у 1976 році. Вона повернулася до Японії близько 1990 року і померла в 1995 році.

## Вшанування
7 березня 2021 року Google Doodle присвятив спортсменці анімацію на домашній сторінці пошукової машини, це було частиною святкування Міжнародного жіночого дня.